# SR1
SR1は、Spelling Reform 1（スペリング リフォーム ワン）あるいは Spelling Reform step 1（スペリング リフォーム ステップ ワン）の略称で、イギリス出身のオーストラリア人言語学者ハリー・リンドグレン(en:Harry Lindgren)によって提唱された英語の綴り字改革案である。それは、短い /ɛ/ の音 (betにおけるような) を常に E の文字で綴ることを要求するものである。たとえば、friend は frend になり、head は hed になるということ。SR1 は、リンドグレンが自分の著作 Spelling Reform: A New Approach (1969) で提唱していた50の段階からなる改革の一部であった。

Spelling Reform 1 は、オーストラリアでいくらかの成功をおさめた。1975年、オーストラリア教育連合(en:Australian Teachers' Federation)は、SR1を方針のひとつとして採用したが、 1987年に解散。 
しかしながら、そのシステムが"ひろく採用された"という証拠はこのテキスト以外にはない。
例:
- /ɛ/ が a で書かれていた場合: any→eny
- /ɛ/ が ai で書かれていた場合: said→sed
- /ɛ/ が ea で書かれていた場合: ready→redy
- /ɛ/ が ei で書かれていた場合: heifer→hefer
- /ɛ/ が eo で書かれていた場合: jeopardy→jepardy
- /ɛ/ が ie で書かれていた場合: friend→frend
- /ɛ/ が u で書かれていた場合: bury→bery
- /ɛ/ が ue で書かれていた場合: guess→gess

つぎの短いポエムは、SR1の一例である:
Draw a breth for progress,

Tred abrest ahed.

Fight agenst old spelling,

Better "red" than "read".

Spred the words at brekfast,

Mesure them in bed,

Dream of welth and tresure,

Better "ded" than "dead".

## Stage 1
SR1を出発点として使い、英語綴り字協会(the English Spelling Society、旧称 Simplified Spelling Society, (SSS) ) は、Stage 1と呼ばれる、5つのパートからなる改革案 を創出した。
その提案は、最初に綴り字協会のニューズレターの1983年11月版で印刷された。 1984年4月、年次総会で綴り字協会の'house style'として採択された。 綴り字協会は、改革はいっしょにでも個別に(段階的変更のように)でも使われうると述べた。
ほかの4つの提案は、つぎのとおり。
DUE
DUE は、"Drop Useless Es"（無益の e を落とす）をあらわす。この提案は、必要ないか誤解をまねく場合に単語から e を取り除くというもの。これはつまり、"have" の最後の e は落とすが、behave の最後の e は落とさない、なぜならその e は A の音を長くするから ("マジックe"を参照)。
このように: Thus: are→ar, were→wer, give→giv, have→hav, some→som, because→becaus, gauze→gauz, leave→leav, freeze→freez, sleeve→sleev, valley→vally, achieve→achiev, examine→examin, practise→practis, opposite→opposit, involve→involv, serve→serv, heart→hart.

ph
/f/ の音のときは 'ph' を 'f' に変える。
このように: photo→foto, telephone→telefone, physical→fysical.

augh
- /ɔː/の音のときは ‘augh’ を ‘au’ へと短くする。
このように: caught→caut, fraught→fraut, daughter→dauter.
- /f/の音のときは 'augh' を 'af' に変える。
このように: laugh→laf.

ough
- /u/の音のときは 'ough' を 'u' へと短くする。
このように: through→thru.
- /əʊ/の音のときは 'ough' を ‘o’ へと短くする。
このように: though→tho, although→altho (ただし、dough は doh に。).
- /aʊ/の音のときは ‘ough’ を ‘ou’ へと短くする。
このように: bough→bou, drought→drout, plough→plou.
- /ɔː/の音のときは 'ough' を ‘au’ に変える。
このように: bought→baut, ought→aut, thought→thaut.
- /f/の音があるときは 'ough' を 'of' あるいは 'uf' に(発音に応じて) 変える。
このように: cough→cof, enough→enuf, tough→tuf.